# Districte de Saran
El districte de Saran és una divisió administrativa de Bihar. Forma part de la divisió de Saran. Tant el districte com la divisió són anomenades de vegades Chapra, pel nom de la seva capital, la ciutat de Chapra. La superfície del districte és de 2.641 km², i la població de 2.572.980 habitants.

## Origen
El nom derivaria del sànscrit Saratia, que vol dir "refugi"; hi ha una llegenda que diu que uns dimonis convertits per Buda van buscar el refugi de la triada budista: Buda, Dharma i Sangha, i per això va rebre aquest nom.

## Administració
Administrativament està constituït per tres subdivisions:
- Chapra
- Marhawrah
- Sonepur

I per 21 blocs (blocks) de desenvolupament: 
- Chapra
- Manjhi
- Dighwara
- Rivilganj
- Parsa
- Baniapur
- Amnaur
- Taraiya
- Sonepur
- Garkha
- Ekma
- Dariyapur
- Jalalpur
- Marhaura
- Masarakh
- Maker
- Nagra
- Panapur
- Eisuapur
- Lahladpur
- Jantabazar

## Rius
Passen pel districte el Ganges, Ghaghra i Gandak, entre altres menors.

## Història
El territori fou la part oriental de l'antic regne de Kosala separat del regne de Mithila pel riu Gandak. La manca de referències fa sospitar que va restar una jungla durant segles. A Saran es va trobar un taula de coure al poble de Dighwa Dubaulia, a uns 55 km al nord-est de Chapra que segons el Dr. Rajendralala Mitra seria l'altra part d'una de similar trobada pel coronel Stacy prop de Benarés, en la qual el Raja Bhoja Deva, sobirà de Gwalior vers el 876, concedia la propietat d'un poble. A l'edat mitjana apareix lligada a la família Hathwa; el districte ocupa una part del que fou el zamindari d'Hathwa Raj, amb capital a Husepur, dominat per una nissaga bhumihar brahmin, format per 1.365 pobles i més de 391.000 habitants.
Siwan i Manjhi eren fortaleses de caps musulmans dedicats al saqueig, i Manjha, Parsa, Mirzapur, Paterha i Cherand eren seus de petits estats hindús.
Va passar a la Companyia Britànica de les Índies Orientals el 1765. Més tard fou part de la divisió de Patna a Bengala. La població era: 
- 1872: 2.076.640
- 1881: 2.295.207
- 1891: 2.465.007
- 1901: 2.409.509

Administrativament el formaven tres subdivisions:
- Chapra
- Gopalganj
- Siwan

Les principals ciutats eren Chapra, Siwan, Revelganj i Mirganj (les tres primeres municipalitats). La llengua general era el dialecte bhojpuri de l'hindi, mentre els musulmans parlaven el awadhi. 7/8 parts eren hindús i la resta musulmans. Les castes principals eren els bramans, rajputs, babhans, kayasths, ahirs, koiris, kurmis, chamars, kandus, núnies i dosadhs. El 81% de la població es dedicava a l'agricultura.

## Nota
1. ↑  Yang, Anand A. Bazaar India: Markets, Society, and the Colonial State in Bihar.  University of California Press, 1999, p. 305 (pàgina 69). ISBN 978-0520211001.